# Emile Linkers
Emile Emanuel Anthony Linkers (Willemstad, 25 september 1990) is een Nederlands-Arubaans voetballer die als spits of vleugelspeler speelt.
Hij speelde voor VV Baronie en twee seizoenen bij NAC Breda waar hij uitkwam in het beloftenteam. Van 2012 tot 2015 speelde Linkers in Indonesië.

## Internationaal
Linkers debuteerde op 1 juni 2014 in het Arubaans voetbalelftal in de thuiswedstrijd tegen Turks- en Caicoseilanden om de kwalificatie voor de Caribbean Cup (1-0).
Hij scoorde zijn eerste internationale goal in die wedstrijd.

## Interlands
| Interlands van Emile Linkers | Interlands van Emile Linkers | Interlands van Emile Linkers     | Interlands van Emile Linkers | Interlands van Emile Linkers    | Interlands van Emile Linkers |
| Nr.                          | Datum                        | Wedstrijd                        | Uitslag                      | Soort Wedstrijd                 | Goals                        |
| Als speler van Madura United | Als speler van Madura United | Als speler van Madura United     | Als speler van Madura United | Als speler van Madura United    | Als speler van Madura United |
| ---------------------------- | ---------------------------- | -------------------------------- | ---------------------------- | ------------------------------- | ---------------------------- |
| 1.                           | 1 juni 2014                  | Aruba - Turks- en Caicoseilanden | 1-0                          | Caribbean Cup Kwalificatie 2014 | 28'                          |
| 2.                           | 4 juni 2014                  | Aruba - Frans-Guyana             | 0-2                          | Caribbean Cup Kwalificatie 2014 | -                            |
| Totaal                       | Totaal                       | Totaal                           | Totaal                       | Totaal                          | 1                            |